# Caíque Ferreira
Carlos Henrique Ferreira da Costa (Rio de Janeiro, 5 de setembro de 1954 — Rio de Janeiro, 12 de janeiro de 1994), conhecido artisticamente como Caíque Ferreira, foi um ator, cantor e bailarino brasileiro.

## Biografia
Caíque iniciou a carreira em 1970, na peça teatral A Exceção e a Regra, montada em sistema de cooperativa. Em seus dezesseis anos de carreira como ator, cantor e bailarino trabalhou em várias telenovelas e peças de teatro, chegando em 1991 a ser premiado em Düsseldorf, na Alemanha, com o musical Lights to Light.
No teatro, atuou também em Isadora e Oswald, Grande e Pequeno, Apenas Bons Amigos e Poleiro dos Anjos. Seu trabalho de maior repercussão de crítica foi Giovanni, em 1987, adaptação para o palco do romance de James Baldwin, onde ele interpretava um homossexual, ao lado de Hugo Della Santa, seu companheiro na época. Já no cinema, ficou conhecido pelo retirante "Zé Branco", de Aventuras de um Paraíba, dirigido por Marcos Altberg. Em 1984 havia feito Flor do Desejo.
Na televisão os momentos mais marcantes foram nas novelas Brilhante e Corpo a Corpo, ambas de Gilberto Braga, e Amor com Amor Se Paga de Ivani Ribeiro. Pouco antes de sua morte, o ator deixou os originais de um romance intitulado Vinho da Noite, baseado em sua própria experiência, contando a história de um homem de meia-idade que entra em crise existencial quando descobre ter uma doença terminal e que está condenado a morrer.

## Morte
O ator morreu aos 39 anos, vítima de complicações da AIDS. Caíque era irmão do diretor de fotografia Flávio Ferreira, que atua na parte técnica das produções televisivas, do contrabaixista e compositor Dôdo Ferreira, e da terapeuta holística Ana Ferreira. Foi sepultado no Cemitério do Catumbi, no Rio de Janeiro. Seu túmulo foi visitado, como forma de homenagem, por Welson Rocha, no seu canal do YouTube, Meu Brasil de Histórias

## Filmografia

### Televisão
| Ano  | Título                | Papel            | Notas                     | Ref.  |
| ---- | --------------------- | ---------------- | ------------------------- | ----- |
| 1981 | Brilhante             | Fred Sampaio     |                           |       |
| 1982 | Paraíso               | Ricardo          |                           |       |
| 1984 | Amor com Amor Se Paga | Gustavo Saldanha |                           |       |
| 1984 | Corpo a Corpo         | Zeca Maciel      |                           |       |
| 1988 | Olho por Olho         | Caio Falcão      |                           |       |
| 1990 | O Sexo dos Anjos      | Diogo            |                           | [ 2 ] |
| 1991 | O Guarani             | Álvaro           |                           |       |
| 1992 | Curto-Circuito        | —                | Apresentador (TVE Brasil) |       |

### Cinema
| Ano  | Título                  | Papel     | Notas | Ref. |
| ---- | ----------------------- | --------- | ----- | ---- |
| 1982 | Aventuras de um Paraíba | Zé Branco |       |      |
| 1983 | Flor do Desejo          | Gato      |       |      |

## Livros
- Vinho da Noite, Editora Relume Dumará, 1994. ISBN 9788585427580.[3]